# Ocellularia lankaensis
Ocellularia lankaensis är en lavart som beskrevs av Mason Ellsworth Hale 1981. 
Ocellularia lankaensis ingår i släktet Ocellularia och familjen Thelotremataceae. Inga underarter finns listade i Catalogue of Life.